# Anna Jansson
Anna Maria Angelika Jansson (13 de febrero de 1958) es una escritora de novela policiaca y enfermera de Visby, Gotland, Suecia. Empezó su carrera como enfermera instrumentista pero se trasladó a la sala de neumología debido a sus frecuentes desmayos al ver sangre en quirófano.
Jansson empezó a escribir novelas en 1997 cuando su familia compró un ordenador. Por aquel entonces llevaba trabajando veinte años de enfermera y aunque le seguía gustando su profesión sintió que era el momento de probar algo nuevo. Según sus propias palabras: "En el colegio odiaba hacer trabajos pero ahora que tenemos ordenador en casa he descubierto que en realidad fui feliz cuando escribía." Sus pacientes fueron una pieza clave a la hora de decidir dedicarse a la escritura; veía a menudo pacientes cercanos a la muerte que se lamentaban de no haber dedicado su vida a hacer lo que realmente querían.
La inspiración para sus novelas, que están relacionadas con crímenes, viene también de los pacientes que se encuentra en su trabajo de enfermera. Su primera novela policíaca publicada fue Stum sitter guden en el año 2000. Había escrito dos novelas anteriores a esta para las que no encontró editor. Jansson no dejó su trabajo de enfermera en el que sigue a tiempo parcial en el Hospital de Örebro a la vez que escribe en su tiempo libre. Desde el año 2000 ha publicado al menos una novela cada año. De las últimas se han vendido 100.000 copias de cada una. Jansson ha escrito también algunos libros para niños.
Las novelas policíacas de Jansson tienen lugar en Gotland y la protagonista en todas ellas es la inspectora Maria Wern. Su novela Främmande fågel(2006) fue nominada para el Glass Key award en 2007, y fue adaptada para televisión por TV4 Sweden: Maria Wern en 2008.
A pesar de su éxito actual como escritora sigue trabajando a tiempo parcial de enfermera en el departamento de neumología del Hospital de Örebro. Tiene 3 hijos y vive en Vintrosa, a las afueras de   Örebro.

## Bibliografía

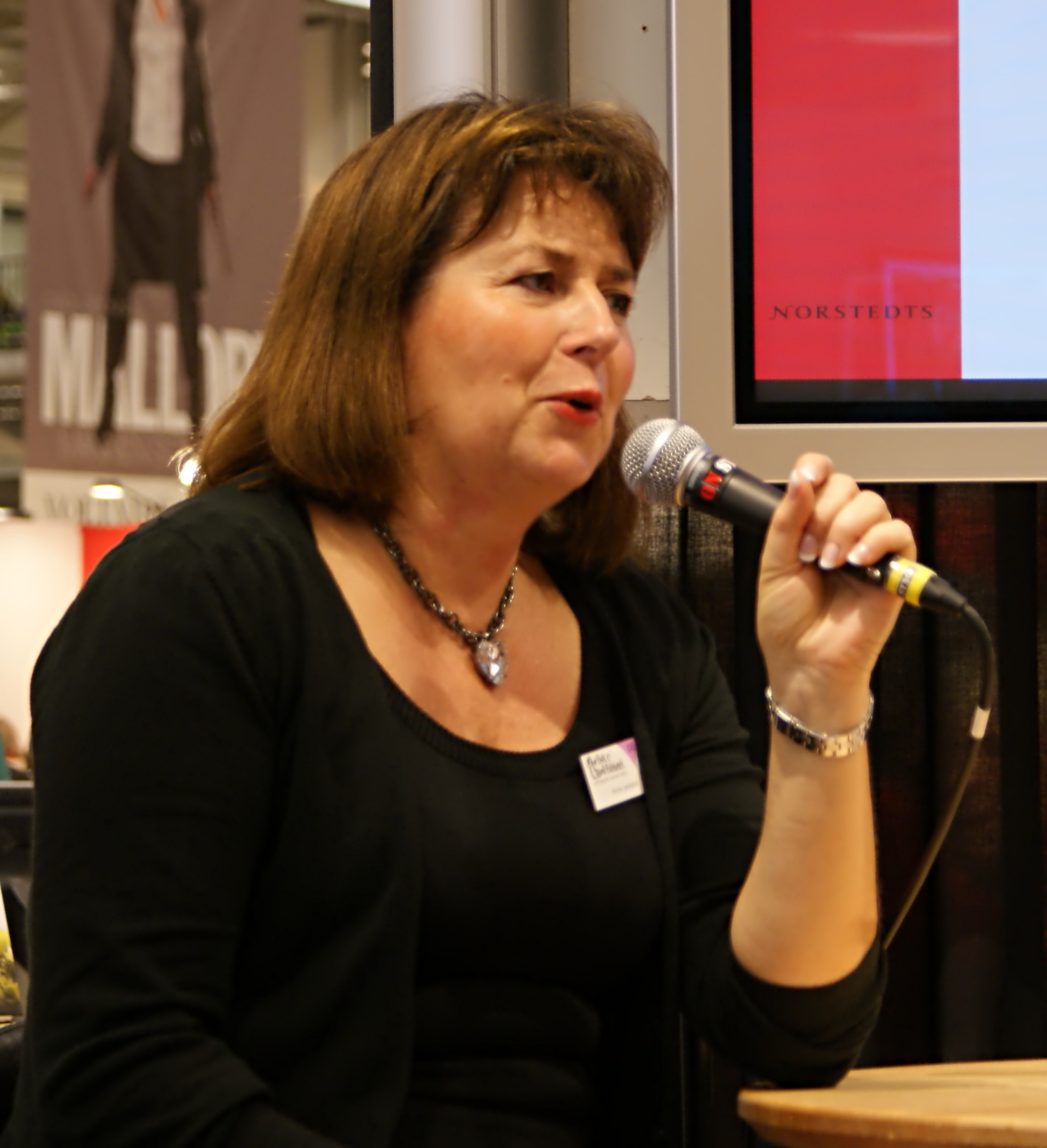
Anna Jansson en la feria del libro de Gotemburgo 2008

### Novelas policíacas
- 2000 – Stum sitter guden
- 2001 – Alla de stillsamma döda
- 2002 – Må döden sova
- 2003 – Silverkronan
- 2003 – Dömd för mord
- 2004 – Drömmar ur snö
- 2005 – Svart fjäril
- 2006 – Främmande fågel
- 2007 – I stormen ska du dö
- 2007 – Pojke försvunnen
- 2008 – Inte ens det förflutna
- 2008 – Hantverkarsvett är dyrare än saffran
- 2009 – Hablaré cuando esté muerto (Först när givaren är död)
- 2011 - Atrapado en un sueño

### Literatura infantil
- Ditt och mitt, 2007
- Ingen att vara med, 2007
- Modigt Mia, 2007
- Monster finns, 2007
- Kojan, 2007
- Mia frågar chans, 2007
- Det brinner, 2007
- En varulv, 2007